# Biskupska konferencija Sjedinjenih Američkih Država
Biskupska konferencija Sjedinjenih Američkih Država (eng. United States Conference of Catholic Bishops, skr. USCCB) je biskupska konferencija Katoličke Crkve u Sjedinjenim Američkim Državama utemeljena 1966. godine i čine ju svi djelatni i umirovljeni članovi katoličkog klera – nadbiskupi, biskupi, koadjutori i pomoćni biskupi u SAD-u i na Američkim djevičanskim otocima. Sadašnje ime nosi od 2001. godine.
Konferencija je unutar Rimokatoličke Crkve u SAD-u ustrojena u četrnaest zemljopisnih područja, svako od kojih okuplja određene biskupije i nadbiskupije, dok petnaestu pokrajinu čine grkokatoličke eparhije i egzarhati.
Portoriko ima zasebnu biskupsku konferenciju koja nije dio BKSAD-a.

## Vanjske poveznice
- Službene stranice (engl.)